# فرانسيس بليسدل
فرانسيس بليسدل (بالإنجليزية: Frances Blaisdell) هي عازفة فلوت ‏ أمريكية، ولدت في 1912، وتوفيت في 11 مارس 2009.